# Rösti
Rosti hoặc röschti là một món ăn Thụy Sĩ, bao gồm chủ yếu là khoai tây chiên. Ban đầu nó là món ăn sáng thường được ăn bởi nông dân ở Bern, nhưng bây giờ nó được ăn ở khắp nơi trên Thụy Sĩ và thế giới. Tên tiếng Pháp röstis bernois trực tiếp nhắc tến tên của nơi xuất xứ.
Nhiều người Thụy Sĩ coi rösti là một món ăn quốc gia. Thay vì coi nó là một bữa sáng đầy đủ, nó thường được ăn cùng các món khác ví dụ như "Spinat und Spiegelei" (rau và trứng ốp la chỉ rán một mặt), xúc xích ngắn hoặc Fleischkäse. Nó thường được phục vụ tại các nhà hàng ở Thụy Sĩ thay thế cho một món phụ tiêu chuẩn trong một bữa ăn.

## Chuẩn bị
Rosti món ăn được làm từ khoai tây nạo thô nấu chín hoặc ăn sống. Khoai tây có thể chín tới hoặc hơi sống. Tùy thuộc vào kỹ thuật chiên, dầu, bơ hay chất béo khác có thể được thêm vào (và thường thêm muối và ớt). Chiên khoai tây luôn không thêm chất béo cũng phổ biến. Chỗ khoai tây nạo được xếp thành hình tròn đường kính 3-12 và dày 1-2 cm. Rösti thường được rán bằng chảo và tự xếp thành hình tròn trong chảo, nhưng chúng cũng có thể được nướng trong lò. Mặc dù rösti cơ bản bao gồm khoai tây, nhưng một số nguyên liệu bổ sung đôi khi được thêm vào, như thịt xông khói, hành tây, pho mát, táo hay rau thơm. Điều này được coi là đặc điểm vùng miền.

## Tác động văn hóa

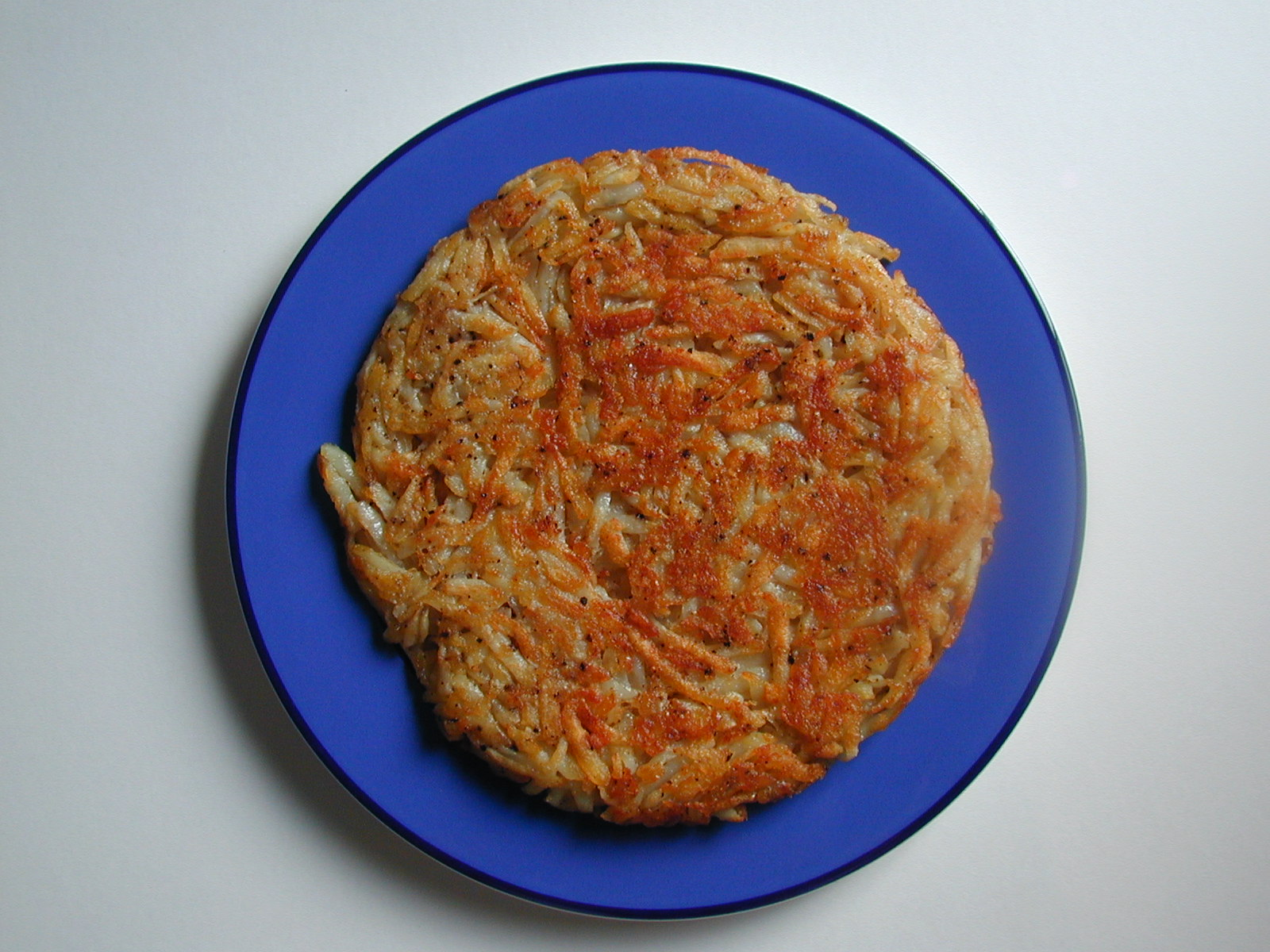
Rösti là thường có hình dáng tròn bởi chảo rán

Ở các đặc tính văn hóa Thụy Sĩ phổ biến, rösti chủ yếu được ăn ở các vùng nói tiếng Đức, mặc dù có thể dễ dàng tìm thấy nó ở mọi nơi nơi khác trong nước. Món Rösti được miêu tả như là một khuôn mẫu của một phần văn hoá người Thụy Sĩ gốc Đức, trái ngược với văn hóa Latin. Các vùng địa lý chia tách các phần nói tiếng Pháp và tiếng Đức của đất nước này, việc này thường được gọi là Röstigraben: nghĩa là "ranh giới rösti".